# ستيف مور (مهندس)
ستيف مور (بالإنجليزية: Steve Moore)‏ هو مهندس أمريكي، ولد في 6 نوفمبر 1958 في كارولتون في الولايات المتحدة.